# Limnephilus graecus
Limnephilus graecus är en nattsländeart som beskrevs av Schmid 1965. Limnephilus graecus ingår i släktet Limnephilus och familjen husmasknattsländor. Inga underarter finns listade i Catalogue of Life.